# Cal Pla (Porrera)
Cal Pla és una obra de Porrera (Priorat) protegida com a Bé Cultural d'Interès Local.

## Descripció
Casa pairal de grans dimensions amb una doble filera de finestrals a la façana de ponent i finestres del celler de la part baixa. Aquestes aspectes denoten la importància de la família, en haver d'assecar molt de fruit als finestrals i també un important celler on es conserven encara els acabats artístics anteriors.